# Rhipidia expansimacula
Rhipidia expansimacula là một loài ruồi trong họ Limoniidae. Chúng phân bố ở miền Cổ bắc.